# Mosannona raimondii
Mosannona raimondii là loài thực vật có hoa thuộc họ Na. Loài này được Friedrich Ludwig Diels mô tả khoa học đầu tiên năm 1931 dưới danh pháp Guatteria raimondii. Năm 1998 Laurentius Willem Chatrou thiết lập chi Mosannona và chuyển nó sang chi này.